# Battaglia del Düna
La battaglia del Düna, anche detta battaglia di Riga o attraversamento del Düna, venne combattuta il 19 luglio 1701 nell'ambito dei più vasti eventi della grande guerra del Nord: una piccola forza svedese guidata dal re Carlo XII forzò l'attraversamento del corso del fiume Düna (oggi Dvina occidentale o Daugava in lettone) e ingaggiò battaglia contro un'armata di truppe sassoni e russe comandate dai generali Adam von Steinau e Anikita Ivanovič Repnin, intente ad assediare la città di Riga, un possedimento svedese; le forze russo-sassoni furono messe in rotta e gli svedesi liberarono la città dall'assedio, aprendosi poi la via verso la Polonia.

## Antefatti
All'inizio del conflitto, tra il febbraio e il marzo del 1700, la Svezia si ritrovò assalita su più fronti da una coalizione composta da Danimarca-Norvegia, Elettorato di Sassonia e Regno russo, intenzionata a spartirsi i possedimenti del cosiddetto "Impero svedese"; I coalizzati ritenevano che il giovane sovrano svedese, Carlo XII, fosse troppo inesperto per poter far fronte alla serie di attacchi sferratigli contro, ma ben presto dovettero ricredersi: nell'agosto del 1700 il monarca guidò personalmente un'invasione anfibia della Sjælland e, circondata Copenaghen, costrinse i danesi a firmare un trattato di pace, obbligando la Danimarca a uscire dal conflitto.. Ristabilita la situazione a ovest, Carlo XII colpì a est e sul finire dell'ottobre seguente sbarcò in Estonia dove un'armata russa aveva posto l'assedio alla fortezza di Narva: raccolte velocemente le sue truppe, il sovrano inflisse una pesantissima sconfitta ai russi nella battaglia di Narva del 30 novembre 1700, obbligando le forze dello zar a rimanere fuori dal conflitto per almeno un anno.
Carlo diresse quindi la sua attenzione verso sud, dove Augusto II, principe elettore di Sassonia e re della Confederazione polacco-lituana, nutriva da tempo mire espansionistiche sulla Livonia svedese: nel febbraio del 1700 un'armata sassone sotto il principe livone Otto Arnold von Paykull aveva posto l'assedio allo strategico porto di Riga, venendo poi rinforzata da un secondo contingente guidato dal feldmaresciallo Adam Heinrich von Steinau nonché da un'armata russa sotto il principe Anikita Ivanovič Repnin, per un totale di circa 20 000 - 29 000 uomini; le forze russo-sassoni erano trincerate in un campo fortificato posto lungo il corso del fiume Düna, largo 600 metri, ma a una certa distanza dalla riva in modo da lasciare lo spazio agli svedesi per sbarcare per poi attaccarli mentre ancora dovevano riorganizzarsi, facendo prigionieri gli uomini dell'avanguardia tra cui si presumeva ci potesse essere lo stesso sovrano.
Mentre faceva svernare in Estonia la sua armata, riorganizzandola per l'imminente campagna, Carlo XII inviò ordini al governatore generale della Livonia, Erik Dahlberg, perché avviasse i preparativi per l'attraversamento del fiume: Dahlberg ricevette istruzioni perché approntasse almeno 200 natanti con cui gli svedesi potessero solcare il corso del Düna nonché un ponte per permettere il passaggio della cavalleria, il tutto mantenendo il massimo riserbo onde non far mancare l'effetto sorpresa ai danni del nemico. L'armata svedese, forte di circa 14 000 uomini, giunse nelle vicinanze di Riga il 17 luglio quando i preparativi per l'attraversamento erano ormai completati, ma il cattivo tempo, tuttavia, costrinse a posticipare l'inizio dell'operazione; un reggimento di cavalleria svedese fu distaccato dall'armata e inviato a minacciare Kokenhusen, più a est, forzando von Steinau ad allontanarsi con parte delle sue forze per parare la mossa, lasciando Paykull al comando

## La battaglia

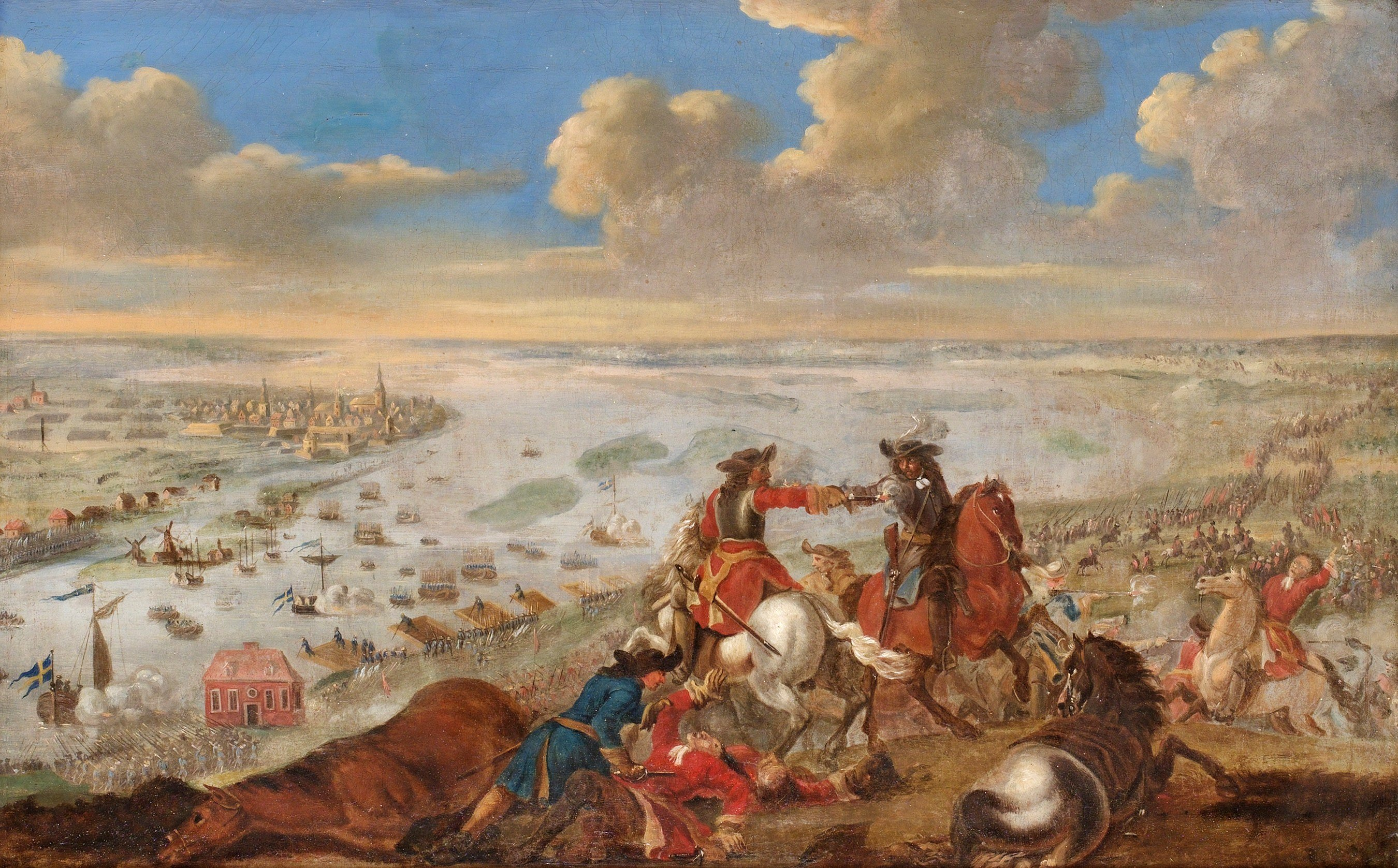
Carlo XII attraversa il Düna, quadro del primo XVIII secolo.

Durante la sera del 18 luglio circa 6 000 fanti e 535 cavalieri svedesi iniziarono a imbarcarsi sulla flottiglia approntata per il traghettamento attraverso il Düna: erano disponibili circa 195 imbarcazioni di vario tipo e dimensioni, incluse quattro batterie galleggianti da dieci cannoni l'una e una corvetta da 16 cannoni; i cannoni svedesi appostati sulle mura di Riga avevano continuato a bombardare i trinceramenti dei coalizzati per tutto il giorno, continuando poi anche di notte per coprire i preparativi per lo sbarco. Dopo che tutte le truppe si furono imbarcate, gli svedesi appiccarono il fuoco ad alcune piccole imbarcazioni, spingendole in avanti lungo il fiume per creare una cortina di fumo con cui ostruire la vista delle sentinelle nemiche; alle 04:00 del 19 luglio, infine, l'attacco ebbe inizio.

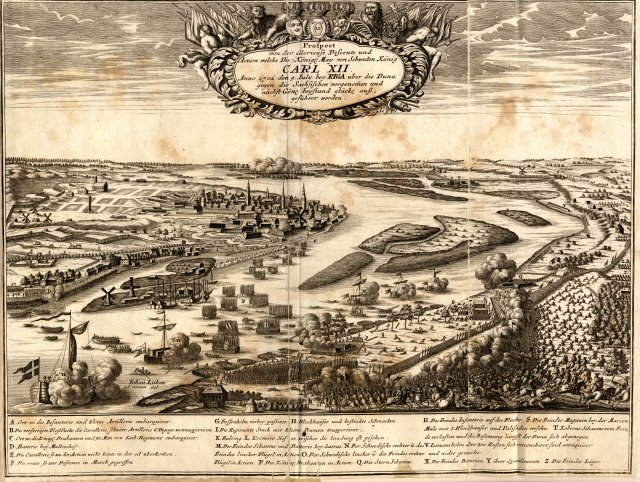
L'attraversamento del Düna in una stampa dell'epoca.

Più o meno a metà del fiume, quando le imbarcazioni dovettero girare intorno all'isola di Fossenholm (che di suo ostruiva la vista), gli svedesi furono scoperti dai coalizzati, che aprirono subito il tiro su di loro; le quattro batterie galleggianti risposero al fuoco, e dopo mezz'ora i primi svedesi raggiunsero la riva opposta venendo subito ingaggiati in combattimento da alcuni reparti esploranti sassoni. Quando circa 3 000 svedesi furono infine sbarcati sulla riva i sassoni lanciarono un primo assalto con 3 500 uomini, ma sotto il comando dello stesso re Carlo XII gli svedesi furono capaci di mantenere il controllo della testa di ponte e di respingere il nemico; gli svedesi lanciarono quindi una serie di assalti in rapida sequenza, riuscendo a espugnare la ridotta di Garras e stabilendo così un buon punto d'appoggio da dove iniziare la costruzione di un ponte di barche sul Düna.
Dopo un periodo di stallo, gli svedesi dovettero affrontare un secondo grosso attacco da parte dei sassoni di Otto von Paykull, intenzionato a ributtarli indietro prima che arrivassero altri rinforzi in loro appoggio: anche questo attacco, come il primo, fu respinto. A questo punto von Steinau era ormai rientrato da Kokenhusen con un grosso contingente di rinforzi, e assunse il comando ordinando subito un terzo assalto contro gli svedesi, che ormai avevano fatto sbarcare tutte le loro truppe; con il fianco sinistro degli svedesi protetto dal fiume, von Steinau lanciò la sua cavalleria contro il fianco destro del nemico, ma dopo un iniziale successo i sassoni furono ributtati indietro da un contrattacco della cavalleria svedese.
Alle 07:00 von Steinau riunì i suoi ufficiali per un consiglio di guerra, al termine del quale decise per lo sganciamento immediato dallo scontro; un ultimo assalto fu lanciato contro gli svedesi per coprire il ripiegamento, e con il cattivo tempo che aveva ostacolato la costruzione del ponte di barche la cavalleria di Carlo XII non fu capace di attraversare in forze il fiume prima che i sassoni si fossero ritirati dal campo di battaglia.

## Conseguenze
La battaglia era costata agli svedesi la morte di 100 uomini e il ferimento di altri 400, mentre i russo-sassoni ebbero 1 300 tra morti e feriti e altri 700 uomini caduti prigionieri; gli svedesi catturarono inoltre 36 cannoni e quattro tra bandiere e stendardi del nemico.
Subito dopo lo scontro, Carlo XII condusse le sue forze verso ovest e pose l'assedio alla fortezza di Mitau, difesa da una guarnigione sassone; una piccola ridotta russa difesa da 400 uomini fu violentemente assalita dagli svedesi, capitolando solo dopo che 20 dei difensori rimasero in vita. In seguito, gli svedesi posero il blocco alla fortezza di Dünamünde e iniziarono l'inseguimento dell'armata di von Steinau, in ritirata verso sud; le forze dei coalizzati si divisero, con i sassoni diretti verso la neutrale Prussia e i russi di Repnin, scarsamente impegnati nello scontro, intenti a riguadagnare la via verso la loro madrepatria, lasciando aperta agli svedesi la via per invadere la Curlandia. Senza più opposizione davanti a sé, Carlo XII poté quindi condurre le sue forze in Polonia, al fine di deporre Augusto II dal trono di Varsavia.